# Robin a Mariana
Robin a Mariana, v anglickém originále Robin and Marian, je britsko-americký historický film z roku 1976 režiséra Richarda Lestera se Seanem Connerym a Audrey Hepburnovou v hlavní roli. Jedná se o netradičně zpracované pokračování legendy o Robinu Hoodovi a jeho lady Marianě,
zároveň jde o poslední hlavní roli, kterou Audrey Hepburnová kdy v hraném filmu ztvárnila, její další filmové role byly již pouze role vedlejší či epizodní.
Robin Hood (Sean Connery) je v tomto snímku již zralý muž středního věku, který věrně slouží jako kapitán ve vojsku anglického krále Richarda Lví srdce). Po jeho smrti se vrací domů zpět do sherwoodského lesa, aby se zde znova setkal se svojí milou Marianou (Audrey Hepburnová) a znova, tak jako kdysi, bojoval s nottinghamským šerifem. Mariana však nejprve vzdoruje, neboť vstoupila do kláštera a stala se řádovou sestrou.

## Hrají
- Sean Connery	(Robin Hood)
- Audrey Hepburn	(Mariana)
- Robert Shaw (nottinghamský šerif)
- Richard Harris	(anglický král Richard Lví srdce)
- Nicol Williamson	(Malý John)
- Denholm Elliott	(Will)
- Kenneth Haigh	(Sir Ranulf)
- Ronnie Barker	(bratr Truck)
- Ian Holm		(anglický král Jan Bezzemek)
- Bill Maynard	(Mercadier)
- Esmond Knight	(obránce)
- Veronica Quilligan	(řádová sestra Mary)
- Peter Butterworth	(lékař)
- John Barrett	(Jack)
- Kenneth Cranham	(Jackův opatrovník)